# Masuguru (Tanga)
Masuguru è una circoscrizione mista (mixed ward) della Tanzania situata nel distretto di Muheza, regione di Tanga. Conta una popolazione di 3 824 abitanti (censimento 2012).